# MSC (대한민국의 기업)
주식회사 MSC는 대한민국의 식품 및 식품첨가물 기업으로, 카라기난, 치자 등의 천연 물질을 이용한 천연첨가물을 개발 및 생산한다.

## 역사
MSC는 1974년 4월, 명신화성공업으로 설립되었으며, 1993년 10월 12일부로 코스닥 시장에 상장하였다.
1997년, 현재 상호로 변경하였다.
1998년 11월 10일, 벤처기업에 선정되었다.
2016년, 한천박물관, 한천레스토랑, 판매장, 체험관 등 한천테마파크를 조성하였다.
2023년, 경상남도 양산시와 1천360억원 규모의 투자 협약을 체결하였다.

## 내용주
1. ↑  전자공시시스템(DART) 표기명: 주식회사 엠에스씨
2. ↑  김호석 대표이사의 사임에 따른 신규 선임